# YJ-91
El YJ-91 (chino simplificado: 鹰击-91; chino tradicional: 鷹擊-91; en español: 'Golpe de Águila-91') es un misil de crucero aire-superficie antirradiación producido por la República Popular China. Es un derivado de la variante antirradiación Zvezda-Strela Kh-31P.
El YJ-91A es la variante antibuque.